# Björkhagen
Björkhagen – dzielnica (stadsdel) Sztokholmu, położona w jego południowej części (Söderort) i wchodząca w skład stadsdelsområde Skarpnäck. Graniczy z dzielnicami Södra Hammarbyhamnen, Hammarbyhöjden i Kärrtorp oraz gminą Nacka.
Według danych opublikowanych przez gminę Sztokholm, 31 grudnia 2020 r. Björkhagen liczyło 6695 mieszkańców. Powierzchnia dzielnicy wynosi łącznie 1,45 km², z czego 0,06 km² stanowią wody.
Björkhagen jest jedną ze stacji na zielonej linii (T17) sztokholmskiego metra.